# 猎人炖鸡
猎人炖鸡是一道法国菜，称为、或）。它由热炸鸡辅以蘑菇、洋葱或青葱、番茄和酒调配的酱汁，还可能含有高汤和各种香草。名字来源于法语，意思是“猎人”。

## 词源
法语是“猎人”的意思，而chasseur酱则与其他菜肴密不可分。在牛津美食指南中，艾伦·戴维森（Alan Davidson）写道，这个短语代表着“猎人风格”，出现在许多语言中：“意大利人说 alla cacciatoria，波兰人说 bigos，法国人说 chasseur”。 根据戴维森的说法，这个术语通常表示森林蘑菇的存在。 《法国学院词典》将“chasseur”一词追溯到 12 世纪； 该词典提到了它的烹饪用途，但没有说明它首次在该上下文中使用的时间。《牛津英语词典》最早引用该词在英语中的烹饪用途可以追溯到1880年代。

## 历史
1865 年，贝利杂志 (Bailey's Magazine)记录了一家巴黎餐厅供应的一道poulet à la chasseur。1870 年，尤金·莫朗 (Eugène Morand) 在《费加罗报》中记录了一群军官吃的午餐，在享用了两种香肠、约克火腿和巴约讷火腿、煎鸡蛋、菲力牛排和帕尔马干酪通心粉之后，他们用poulet à la chasseur结束了这顿饭。 19世纪后期，美国和英国媒体都提到过这道菜。 

## 原料
Chicken chasseur用煸鸡肉制成，搭配chasseur酱。以下所有作者都用了切碎或切片的蘑菇、青葱或其他类型的洋葱，但酱汁的其他成分有所不同。大多数食谱都添加香草：最常见的是欧芹和龙蒿；其他还有罗勒、月桂叶、山萝卜和百里香。
| 作家                 | 洋葱       | 番茄           | 草药                       | 酒精                 | 库存       | 其他         | 参考号 |
| -------------------- | ---------- | -------------- | -------------------------- | -------------------- | ---------- | ------------ | ------ |
| 贝克、贝托勒和柴尔德 | 青葱或大葱 | 新鲜番茄       | 罗勒、欧芹或龙蒿           | 白葡萄酒或干苦艾酒   | 棕色股票   | 蒜           | [ 8 ]  |
| 保罗·博古斯          | 青葱       | 新鲜番茄       | 月桂叶、龙蒿、百里香、欧芹 | 白酒                 | –          | 芹菜叶、大蒜 | [ 9 ]  |
| 拉梅尔火盆           | 青葱       | 番茄酱         | 山萝卜、欧芹、龙蒿         | 白酒                 | –          | –            | [ 10 ] |
| 罗伯特·卡里尔        | 洋葱       | 新鲜番茄       | 龙蒿和百里香               | 干白葡萄酒和白兰地   | 鸡汤       | –            | [ 11 ] |
| 路易斯·迪亚特        | 青葱       | 番茄酱         | 欧芹和龙蒿                 | 不甜的白葡萄酒       | 棕色股票   | –            | [ 12 ] |
| 奥古斯特·埃科菲      | 青葱       | 番茄酱         | 香菜                       | 干邑白兰地和白葡萄酒 | 半冰糖     | –            | [ 13 ] |
| 简·格里格森          | 青葱       | 番茄酱         | 山萝卜、欧芹和龙蒿         | 不甜的白葡萄酒       | 棕色股票   | –            | [ 14 ] |
| 繁荣山地             | 葱         | 番茄酱         | 山萝卜、欧芹和龙蒿         | 白葡萄酒和白兰地     | 小牛肉高汤 | –            | [ 15 ] |
| 爱德华·德·波米亚内   | 小洋葱     | –              | –                          | 白酒                 | –          | 熏肉         | [ 16 ] |
| 史蒂芬·雷诺          | 青葱       | 新鲜番茄       | 加尼花束、欧芹、龙蒿       | 白酒                 | –          | 土豆         | [ 17 ] |
| 圣安吉夫人           | 青葱       | 番茄酱         | 山萝卜、欧芹和龙蒿         | 白酒                 | 牛肉高汤   | –            | [ 18 ] |
| 路易斯·索尔尼尔      | 青葱       | 新鲜番茄       | 香菜                       | 白葡萄酒和白兰地     | 半冰糖     | –            | [ 19 ] |
| 安妮·威兰            | 青葱       | 番茄酱或番茄酱 | 欧芹或龙蒿                 | 白酒                 | 棕色股票   | –            | [ 20 ] |

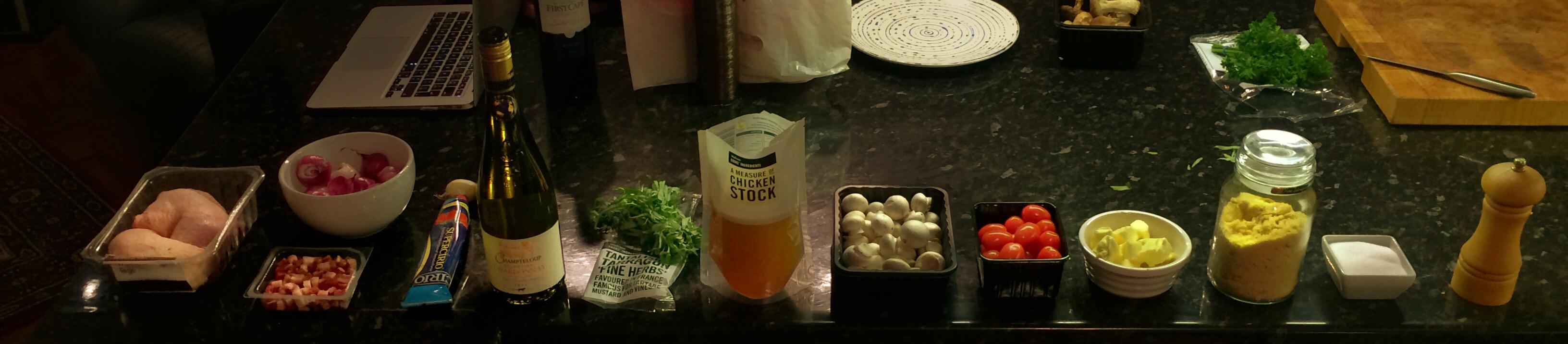
猎人炖鸡经典佐料

有一道菜英文名为“hunter's chicken”，但与chicken chasseur无关。它由去皮去骨的鸡胸肉包裹在培根中烘烤，并涂上烧烤酱和融化的奶酪。